# Guadasséquies
Guadasséquies (spanisch Guadasequies) ist eine spanische Gemeinde (Municipio) mit 468 Einwohnern (Stand: 2024) in der Valencianischen Gemeinschaft, in der Comarca Vall d’Albaida.

## Lage
Guadasséquies liegt in einer Höhe von ca. 180 m. Der Río Albaida, der hier zum Stausee Embassement de Bellús aufgestaut wird, begrenzt die Gemeinde im Osten. Die Provinzhauptstadt Valencia liegt etwa 65 Kilometer in nordnordöstlicher Richtung.

## Geschichte
| Jahr      | 1900 | 1930 | 1950 | 1960 | 1970 | 1981 | 1991 | 2001 | 2011 | 2021 |
| --------- | ---- | ---- | ---- | ---- | ---- | ---- | ---- | ---- | ---- | ---- |
| Einwohner | 375  | 333  | 358  | 346  | 360  | 358  | 404  | 379  | 437  | 459  |

## Kultur und Sehenswürdigkeiten
- neue Marienkirche (Església de la Mare de Déu de l'Esperança)
- alte Marienkirche, heute Museum
- Christuskapelle

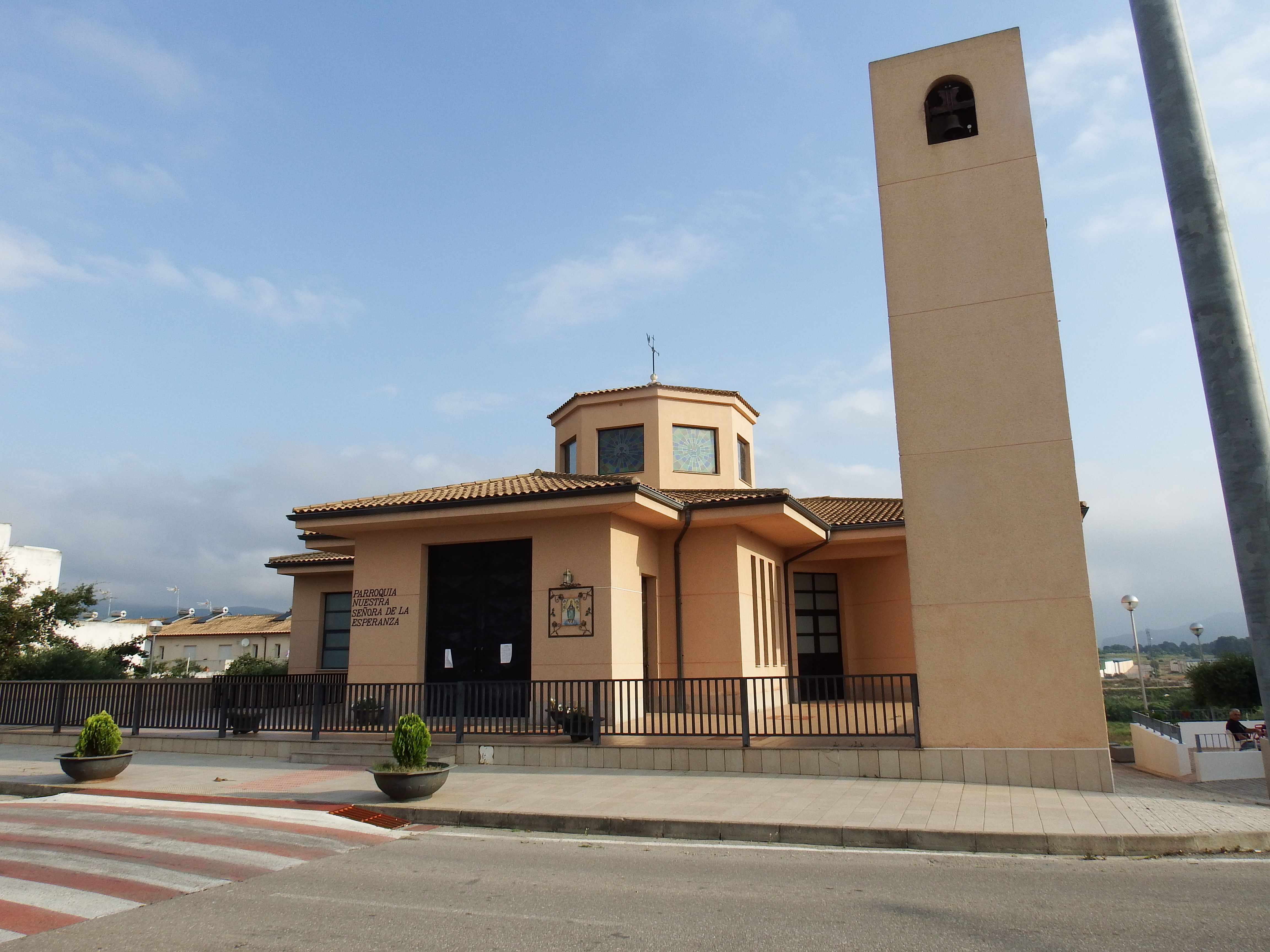
Neue Marienkirche
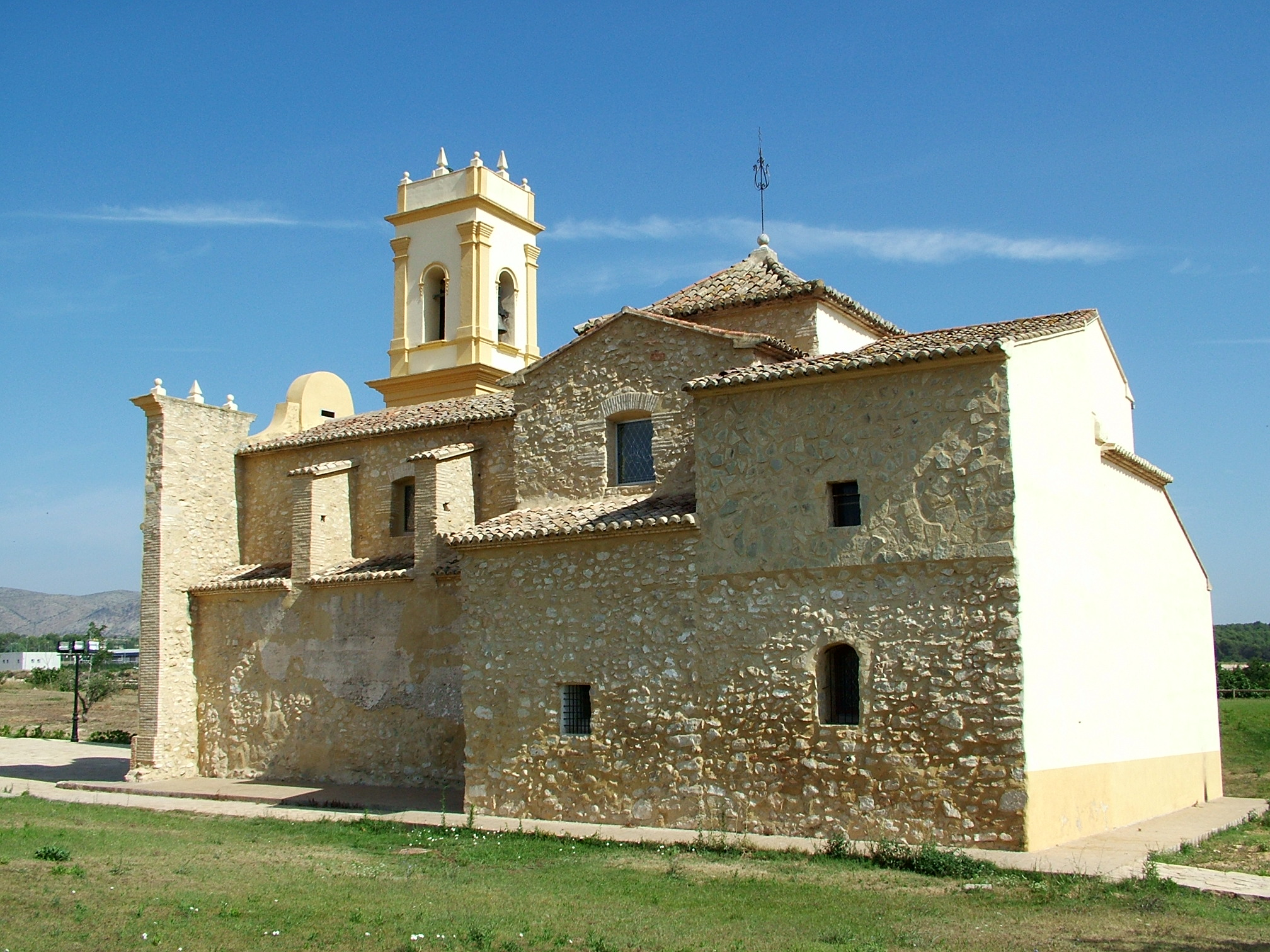
Alte Marienkirche
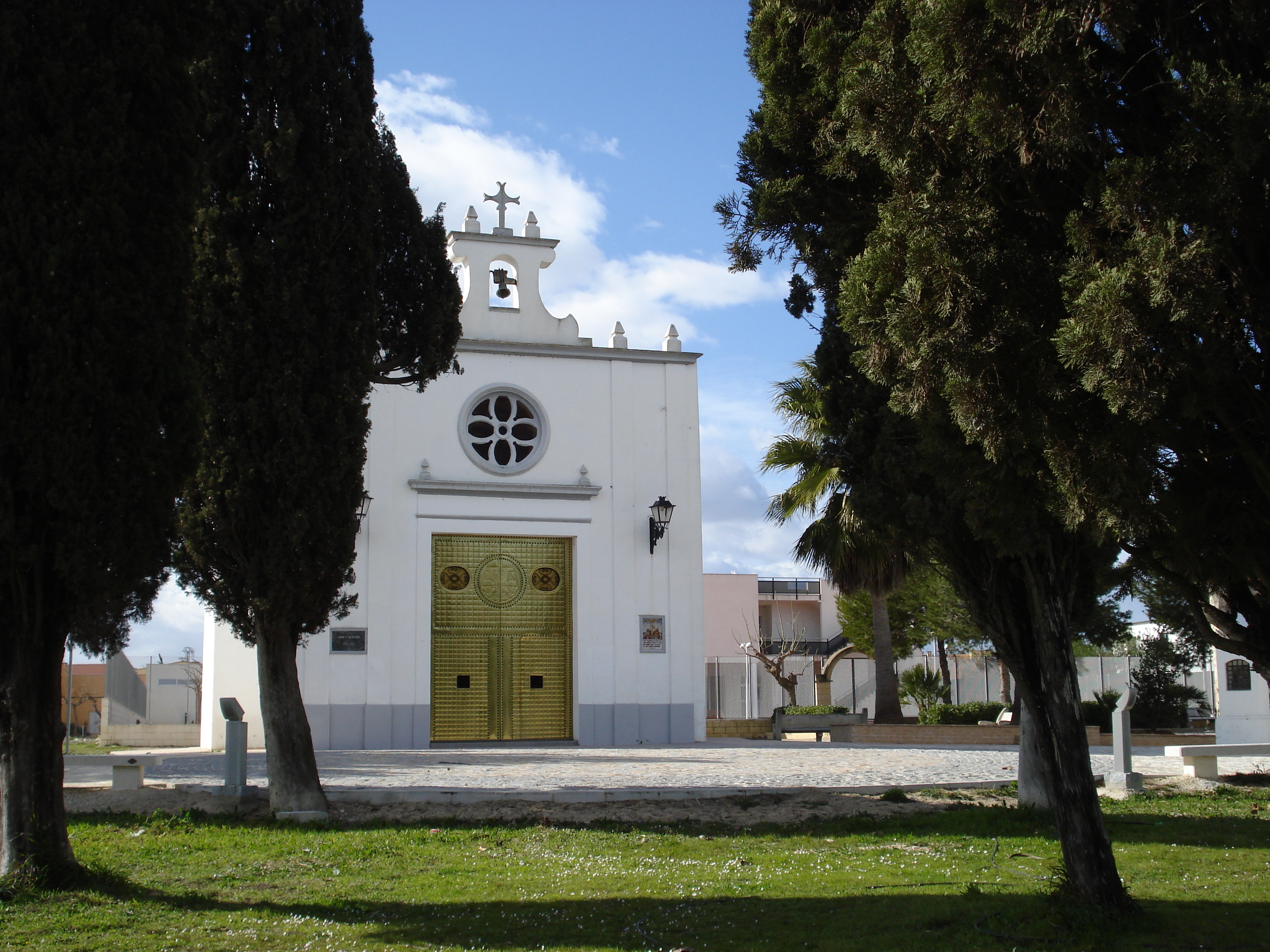
Christuskapelle
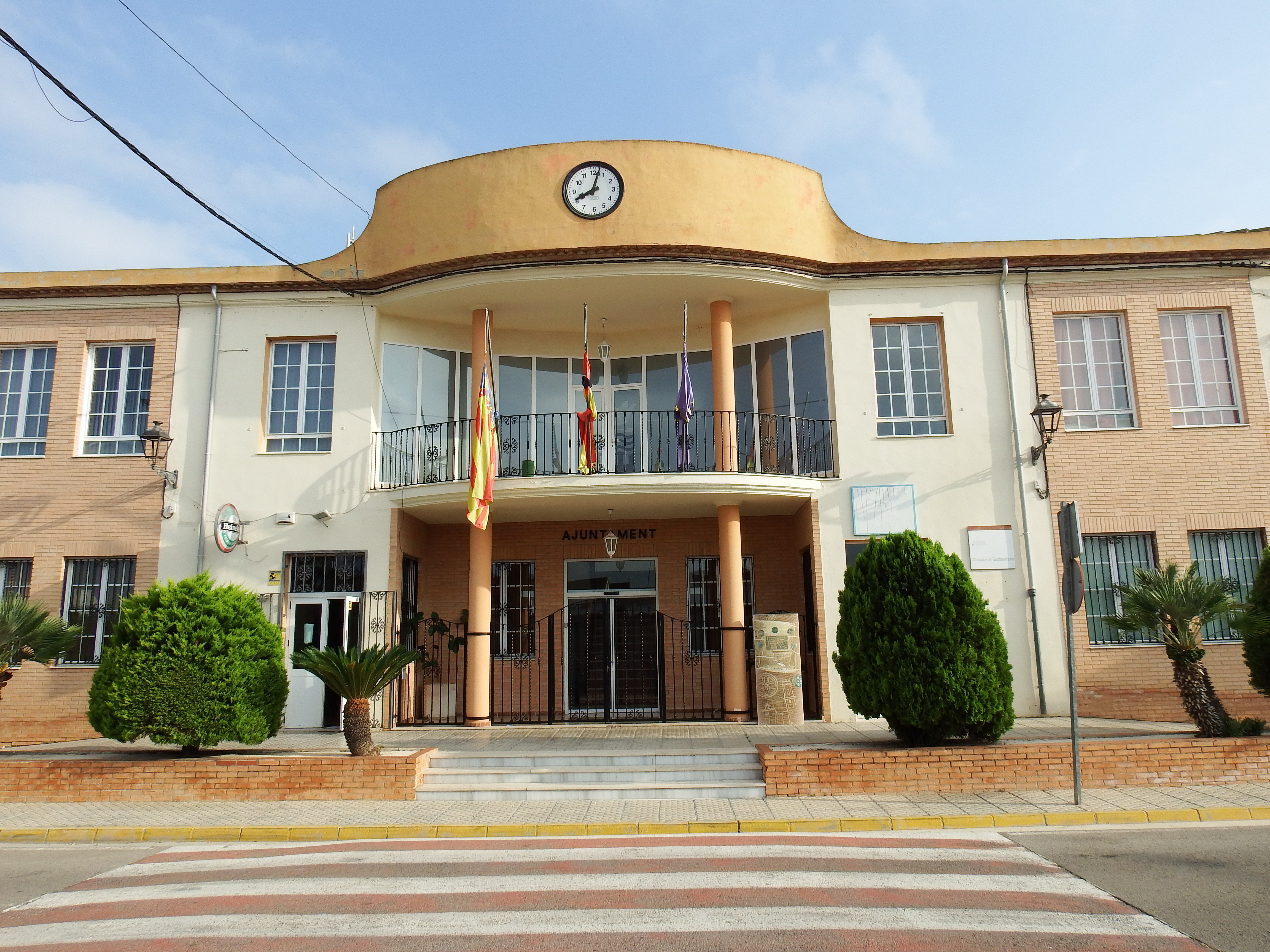
Rathaus